# Kiskér
Kiskér (szerbül Бачко Добро Поље / Bačko Dobro Polje, németül Kleinker) település Szerbiában, a Vajdaságban, a Dél-bácskai körzetben, Verbász községben.

## Fekvése
Újvidéktől kb. 30 km-re északra, Verbásztól 9 km-re délre fekszik.

## Története
Kiskér Árpád-kori település. Nevét 1267-ben Harsánnyal együtt Horsan et Keer néven már említette oklevél, 1297-ben pedig már Harsankér néven említették.
A magyar Kér törzsbeliek települése volt, mely Harsány és Piros között feküdt. A megyében a Kér törzs települése volt még György és Pinkókéri is, mely az Almásvölgyben feküdt.
Kér kezdetben várbirtok volt, azonban 1267. előtt az ifjú király Sebestyénnek és Benedeknek adományozta, de tőlük hűtlenség miatt később visszavette és 1267-ben rokonuknak, Iregi Márknak, Görög Domokos testvérének adta.
1297-ben Iregi Márk ispán fia, Jakab mester az ekkor már egyesült Harsánykér birtokot Szolnokkal együtt nővérének; Nester fia Theodor feleségének adta.
1910-ben 3550 lakosából 59 magyar, 3435 német volt. Ebből 40 római katolikus, 3443 evangélikus volt.
A trianoni békeszerződés előtt Bács-Bodrog vármegye Kúlai járásához tartozott.
1945-ben kiűzték innen a német lakosságot és helyettük szerbeket és montenegróiakat telepítettek a faluba. A német lakosság evangélikus vallású volt, a templomuk ma már nem létezik, ugyanis a kitelepítés után kegyetlenül a föld színével tették egyenlővé, így Kiskéren ma nincs egyetlen templom sem. A szerbek és a montenegróiak is ortodox vallásúak, de még mái napig nem épült fel ilyen felekezetű templom.

## Jegyzetek

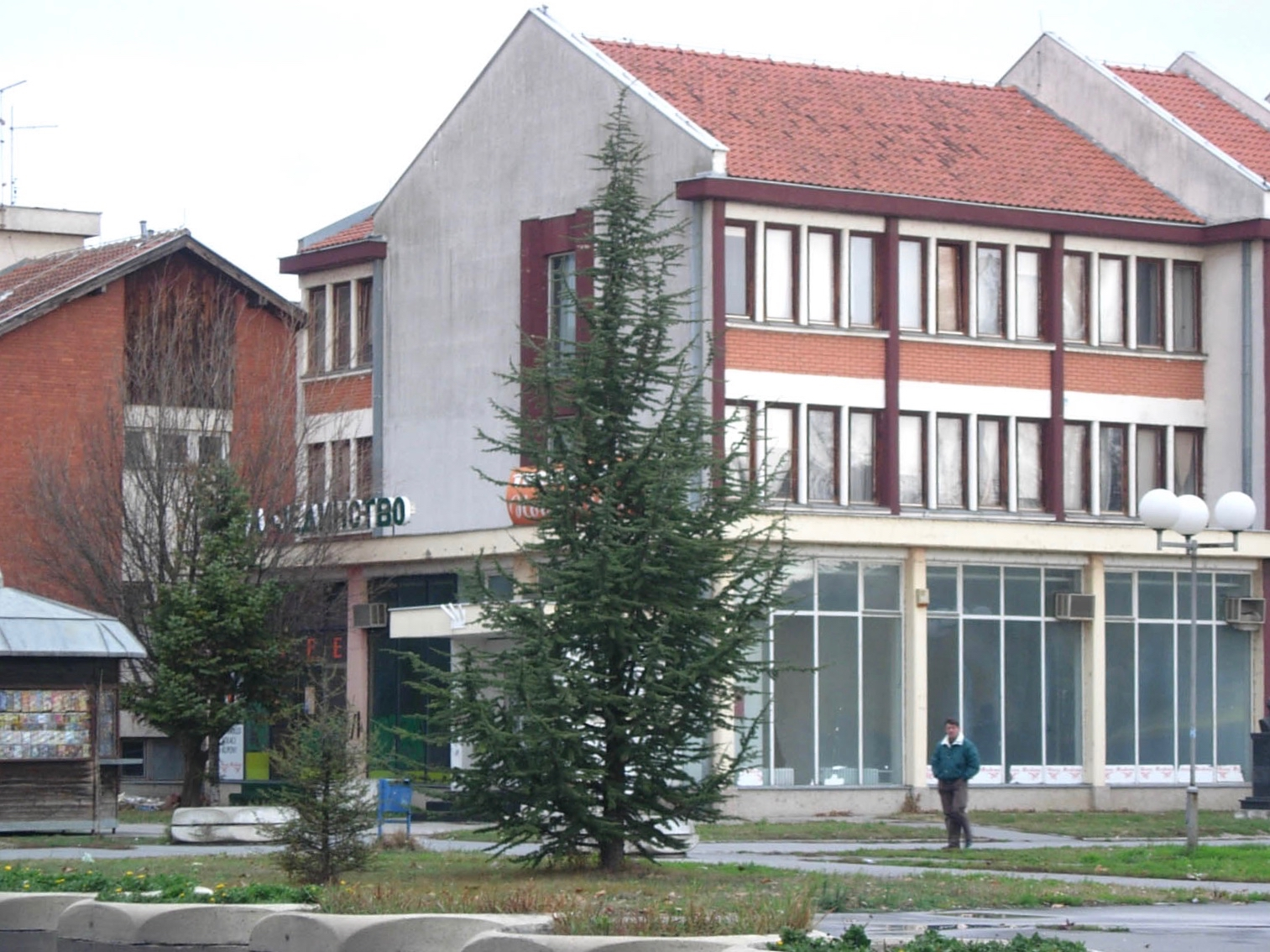
Az 1950-ben lerombolt evangélikus templom helyén álló épület

## Népesség

### Demográfiai változások
| 1948 | 1953 | 1961 | 1971 | 1981 | 1991 | 2002 | 2011 |
| ---- | ---- | ---- | ---- | ---- | ---- | ---- | ---- |
| 3759 | 3763 | 3922 | 3622 | 3768 | 3940 | 3929 | 3541 |